# Caragolí comú
El caragolí comú (Littorina littorea) és una espècie de gastròpode marí comestible de la família Littorinidae.

## Closca

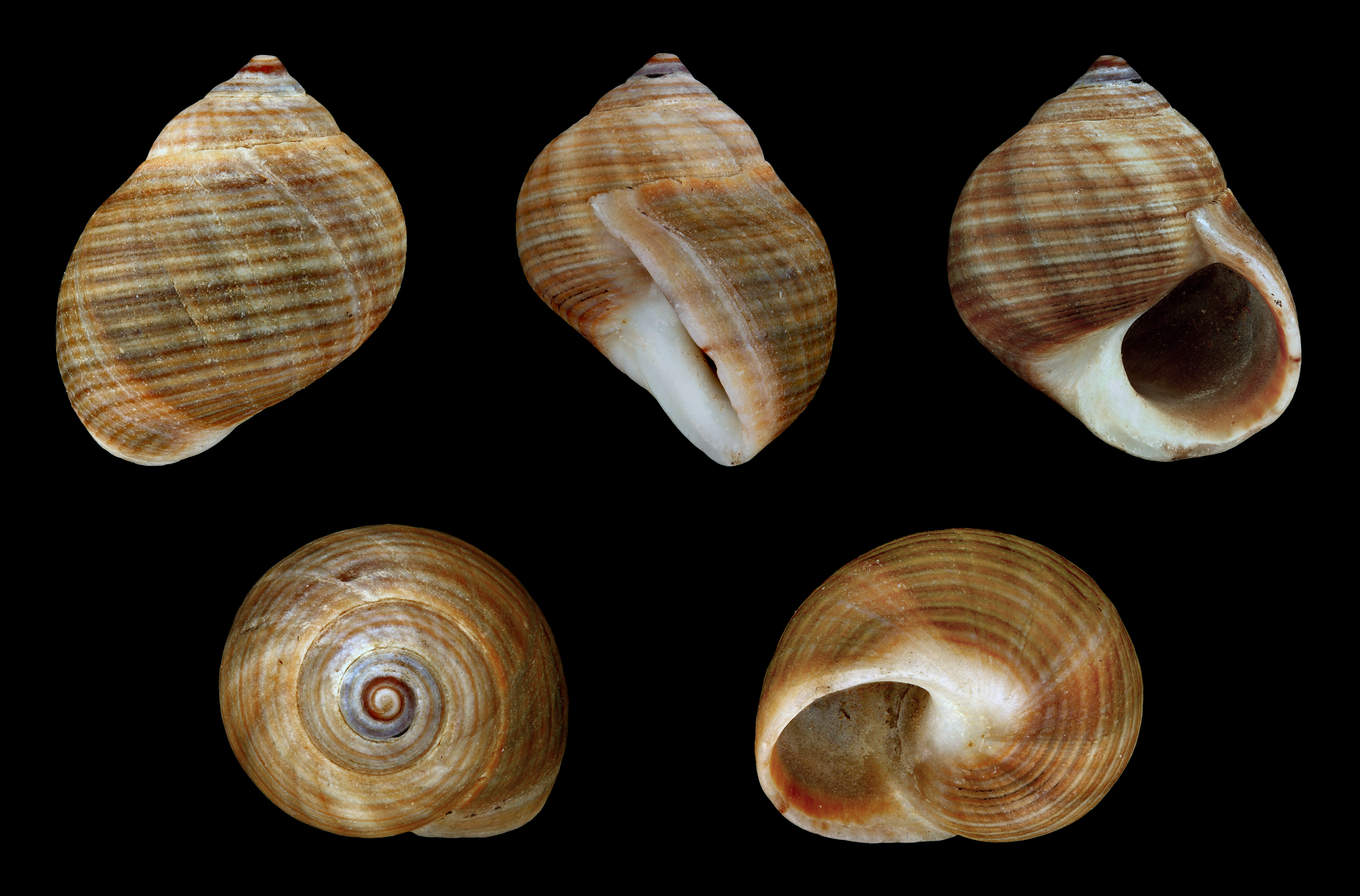
Closca de caragolí comú

La closca arriba a fer de 10 a 12 mm essent el límit superior de 30 mm. La closca pot pesar 55 mm.

## Distribució
Són originaris del nord-est de l'oceà Atlàntic, des de les costes del nord de la península Ibèrica, Irlanda, Escandinàvia i Rússia.

## Expansió
Aquesta espècie ha estat introduïda a la costa de l'Atlàntic d'Amèrica del Nord de manera accidental durant el segle xix i ara és el mol·lusc predominant des de Nova Jersey cap al nord. També s'ha trobat a la costa del Pacífic de Califòrnia a Washington. La seva presència causa danys a Nord-amèrica per la competència amb les espècies de mol·luscs natives.

## Hàbitat
Es troba en roques en la zona alta i mitjana entre marees. També es troba en bassiols marins i en estuaris i pot arribar a fondàries de 60 m.

## Cicle vital
Les femelles del cargolí comú ponen entre 10.000 a 100.000 ous continguts en una càpsula còrnia de la que escapa la larva i es posa al fons marí. Si el clima ho permet pot alimentar-se durant tot l'any. Arriba a la maduresa amb 10 mm i pot viure entre 5 i 10 anys.

## Alimentació
S'alimenta principalment d'algues però pot menjar invertebrats petits com les larves del percebe.

## Ús

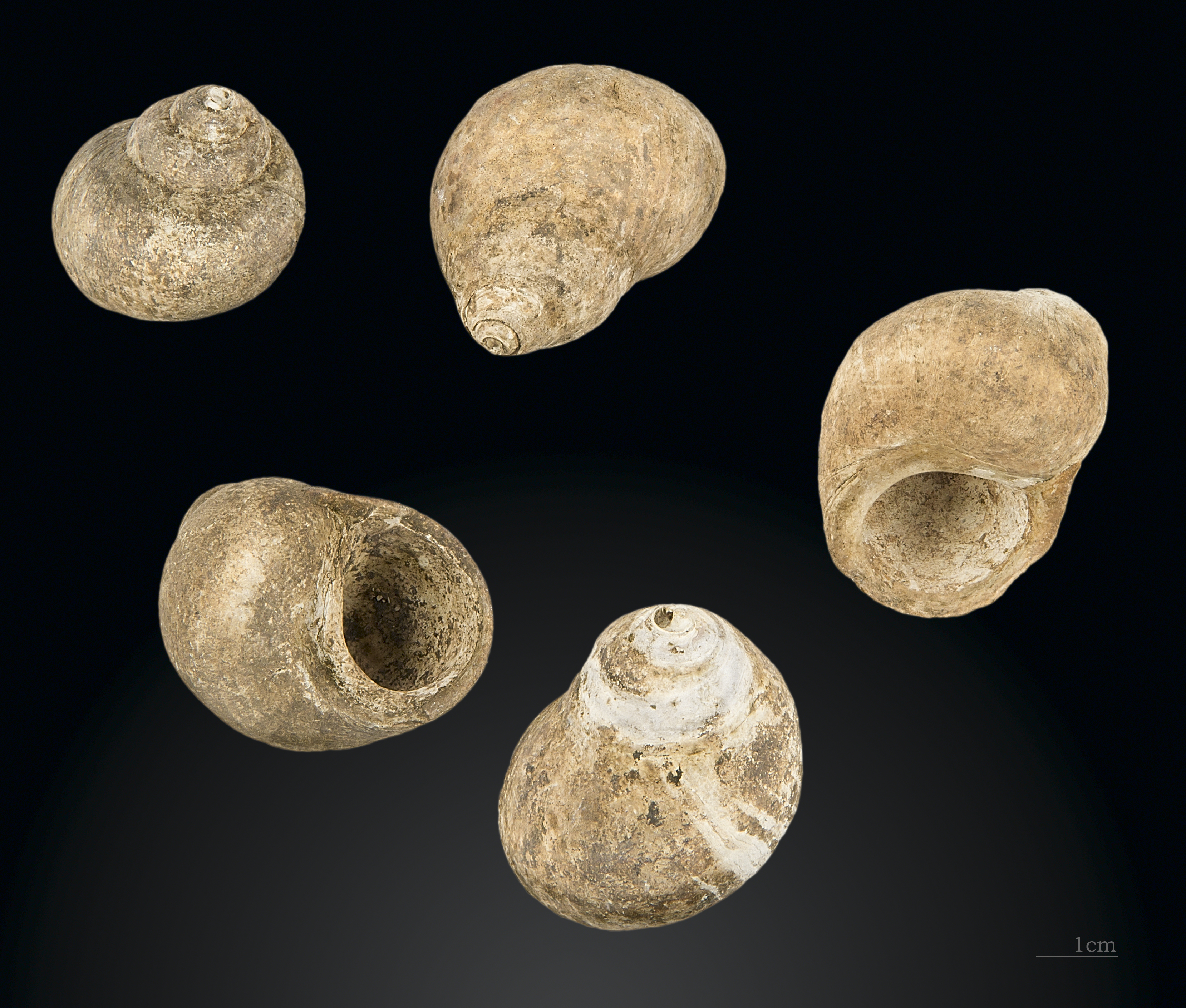
Restes de dinar al Magdaleniense Inferior Cantàbric (15.000 abans del present) de Altamira.

Ha servit d'aliment durant centenars d'anys. A Gran Bretanya, Irlanda i Bèlgica són molt consumits. Als Països Catalans són molt apreciats. També són considerats molt bons a les cuines africanes i asiàtiques. Tenen molta proteïna (15%) poc greix (!,4%) i poques calories.
Els caragolins poden servir d'esquer per a la pesca.